# Dunas de los Algodones
Las dunas de los Algodones son un gran mar de dunas (campo de dunas de arena) localizado en la parte sureste de California, cerca de la frontera con Arizona y con el estado mexicano de Baja California. El campo ocupa un área de 72 kilómetros de longitud y 10 kilómetros de ancho y se extiende siguiendo una línea de dirección NO-SE que se correlaciona con la dirección de los vientos que predominan en la región. Las dunas se dividen en varias secciones, entre otra Glamis, el pozo de Gordon, Buttercup, Midway y el valle de Patton. 
El nombre "dunas de Algodones" se refiere a todo el accidente geográfico, mientras que la designación administrativa para la parte administrada por la Bureau of Land Management es el de «Área de recreación Dunas de arena Imperial» (Imperial Sand Dunes Recreation Area, a veces llamadas las dunas de Glamis (Glamis Dunes)).  Aunque la palabra española algodones corresponde con la palabra inglesa cotton,  el nombre Algodones es una corrupción de los nombres español e inglés de la tribu Yuman que una vez vivió cerca.

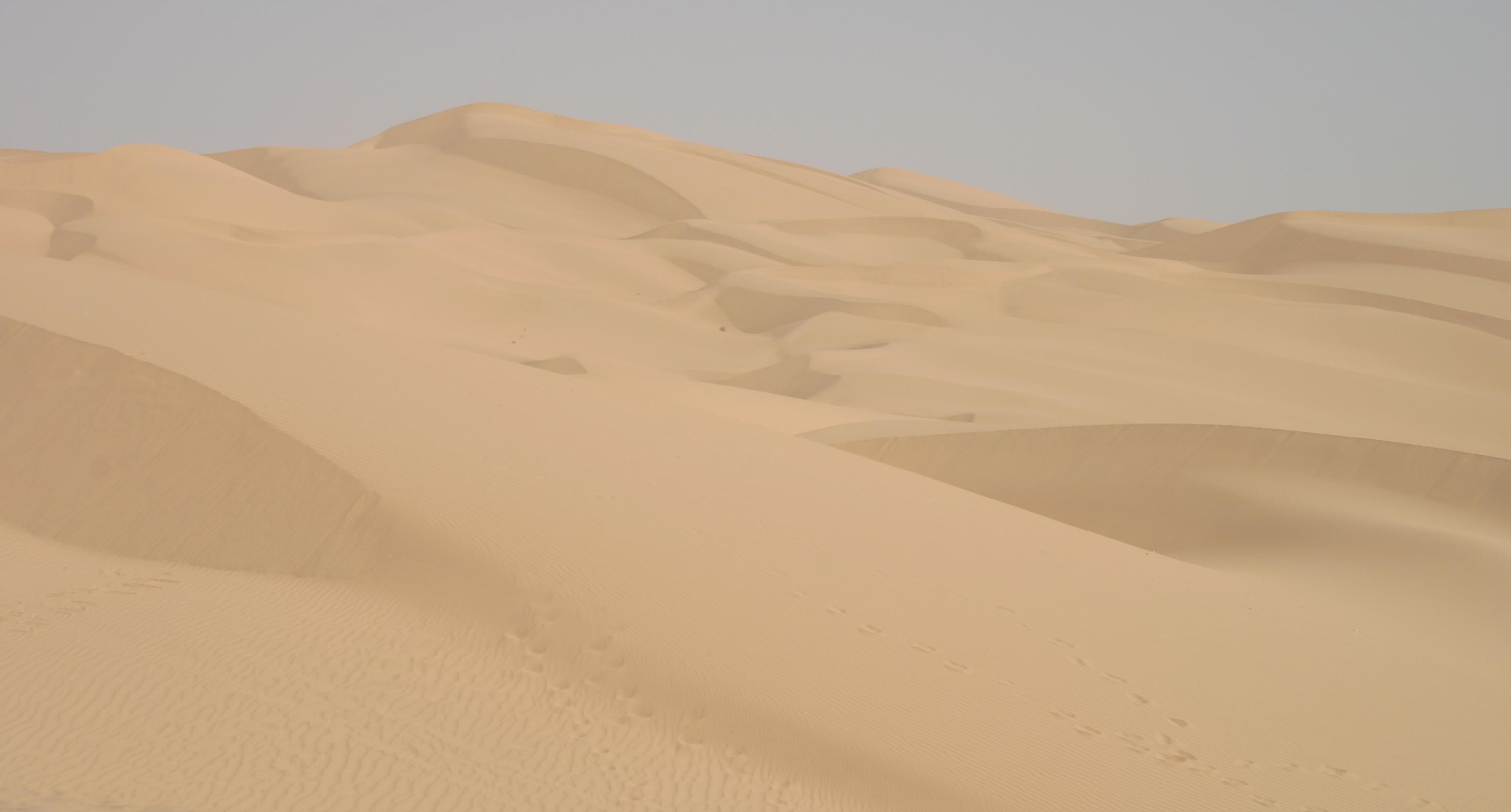
Dunas en el «Área de recreación Dunas de arena Imperial».

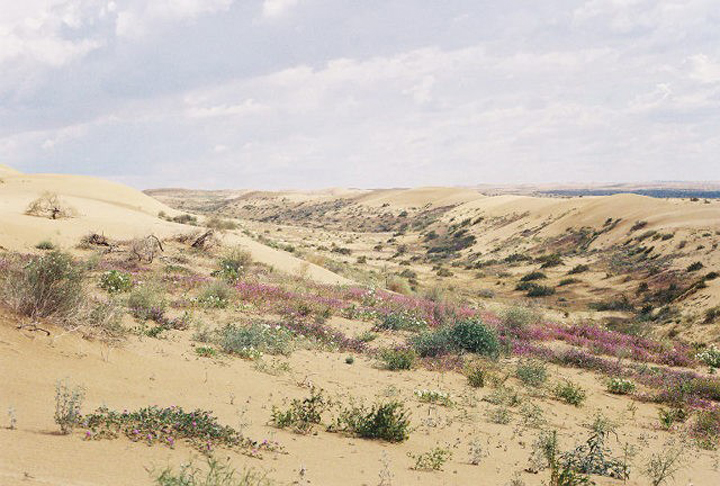
North Algodones Dunes Wilderness: la imagen muestra la vegetación de las dunas, donde no son alteradas por vehículos recreativos

## Gallery

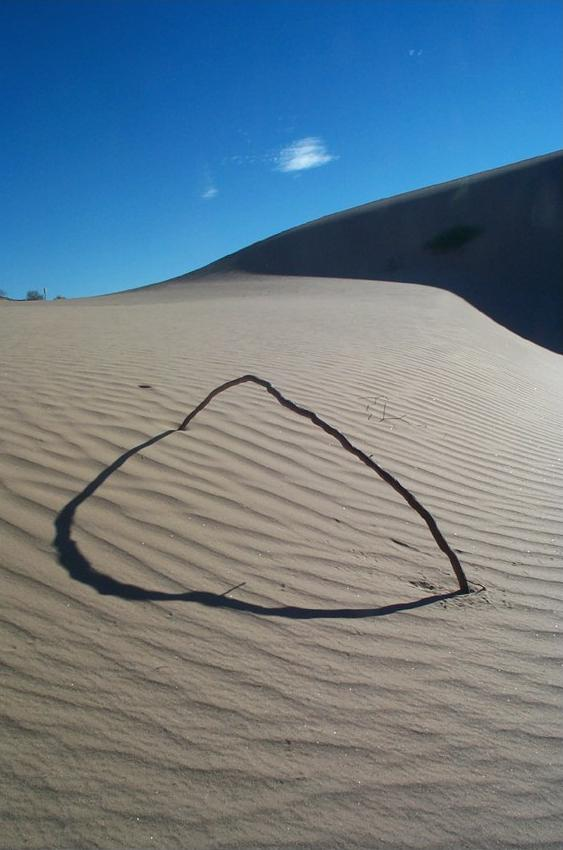
Dunas Algodones
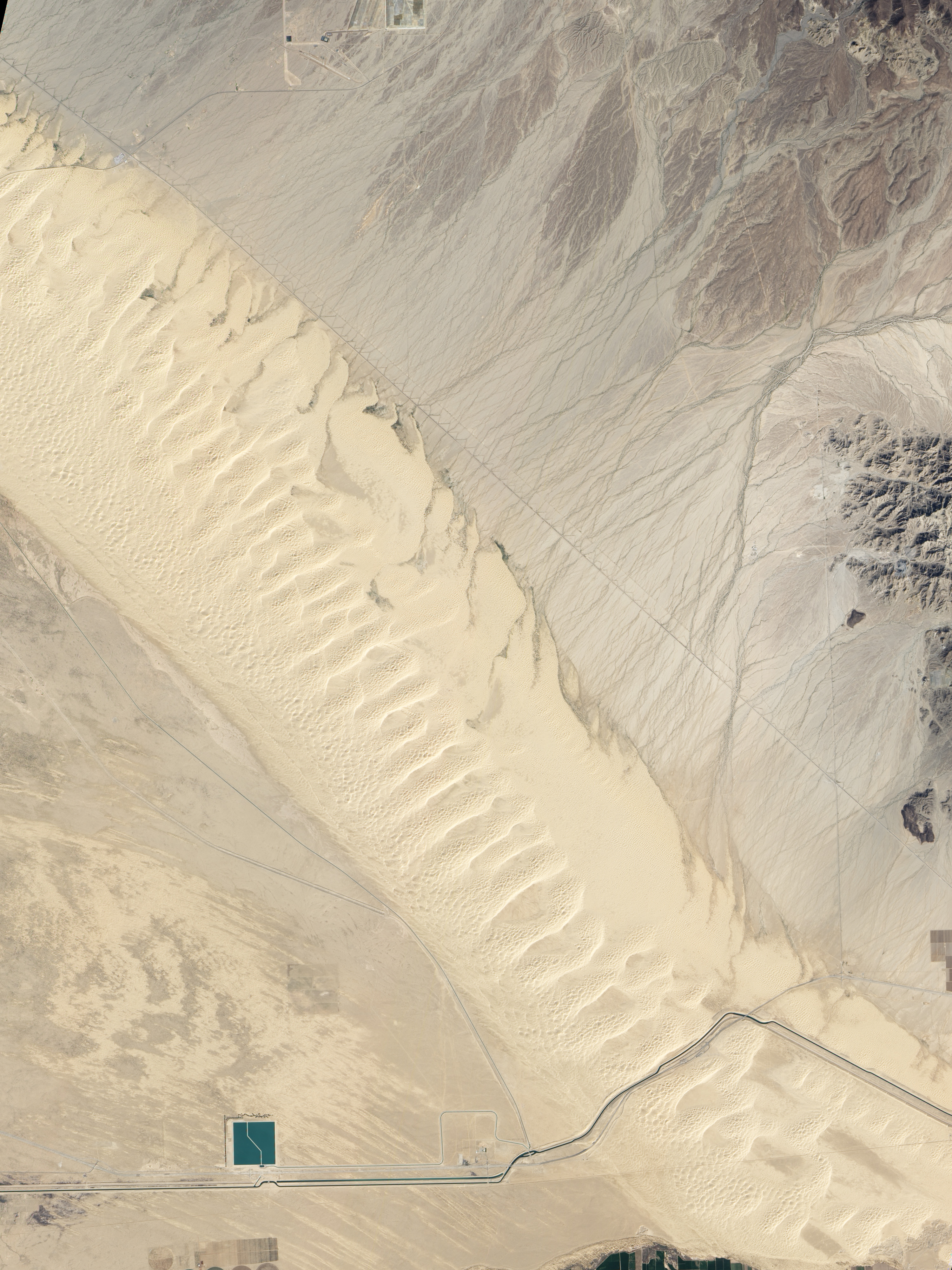
Imagen en verdadero color de las dunas Algodones
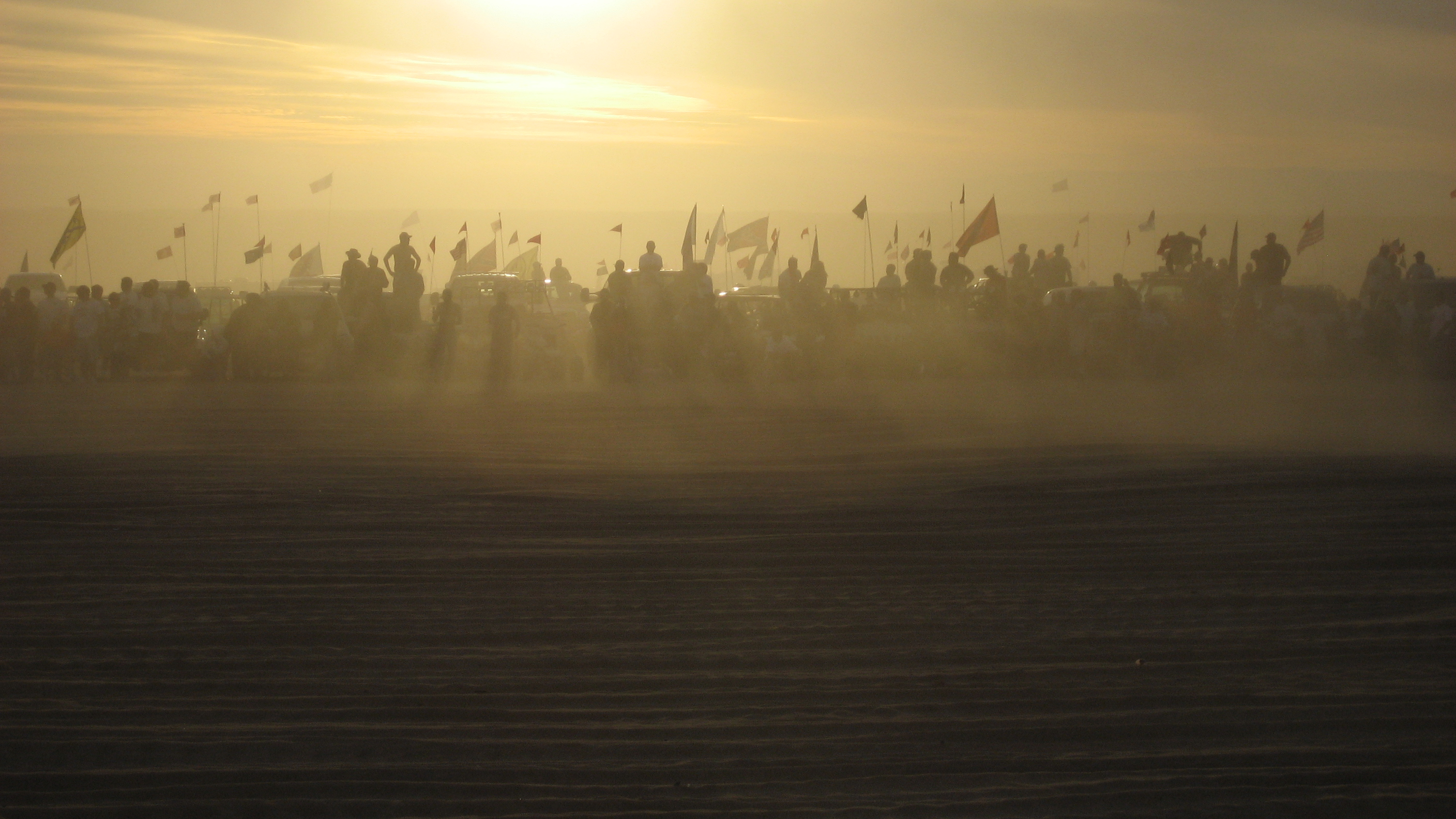
Drag Racing Spectators In The Sand Haze At The Dunes - Presidents Day Weekend.
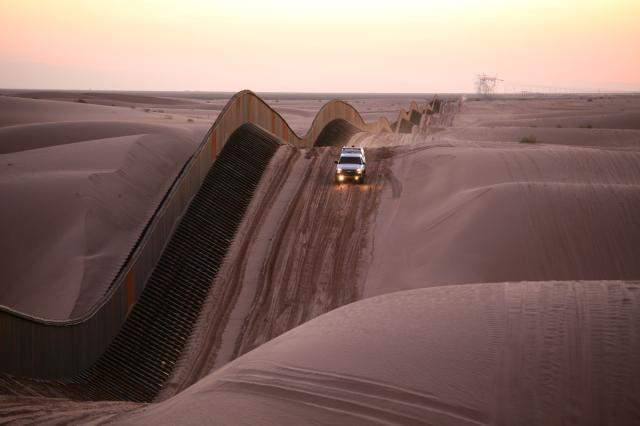
Barrera de la frontera entre Estados Unidos y México a través de las dunas.